# Leroy Williams
Leroy Williams (Chicago, 3 februari 1941 – 1 juni 2022) was een Amerikaanse jazzdrummer.

## Biografie
Leroy Williams leerde het drumspel verregaand als autodidact en was enkele maanden leerling van Oliver Coleman. Hij werkte in zijn geboortestad met Wilbur Ware, Eddie Harris, Jack DeJohnette en Judy Roberts. In 1967 ging hij naar New York, waar hij spoedig een gevraagd partner werd van fameuze muzikanten als Sonny Rollins, Thelonious Monk, Dizzy Gillespie, Stan Getz, Woody Shaw, Pepper Adams, Sonny Stitt, James Moody, Ray Bryant en Andrew Hill, met wie hij talrijke albums opnam en tournees ondernam door de Verenigde Staten, Europa, Japan en Afrika.
Sinds 1968 is hij een regelmatige partner van Barry Harris, sinds 1980 van Richard Wyands. Tijdens de jaren 1980 vormde hij met Art Davis de ritmesectie voor de pianist Tommy Flanagan. In 2004 verscheen zijn eerste album Time is... als orkestleider met het Leroy Williams Quartet.
- Bibliothèque nationale de France: cb13932495v (data)
- Gemeinsame Normdatei: 134885457
- International Standard Name Identifier: 0000 0001 1949 4723
- Library of Congress Control Number: n80055693
- MusicBrainz: d7e2ec9d-bb8e-4cc8-87c5-2278bc0c8bd4
- SNAC: w6q24kvs
- Virtual International Authority File: 46949437
- WorldCat: E39PBJcrjmkPRpckkFjv9MP4v3